# Fehérvállú cinege
A fehérvállú cinege (Melaniparus guineensis) a verébalakúak (Passeriformes) rendjébe, ezen belül a cinegefélék (Paridae) családjába tartozó kis termetű, 14 centiméter hosszú madárfaj. Közép-Afrikában él. Alapvetően rovarevő, de fogyaszt magokat és gyümölcsöket is. A talajtól legalább 1 méter magasan lévő faodúkban fészkel. Januártól júliusig költ. Ugandában közös csoportokat alkot a fehérszárnyú cinegével, emiatt egyes szerzők ennek egyik alfajaként tárgyalják.

## Külső hivatkozások
- Parus guineensis
- Parus guineensis

Distribution: S Senegal and S Mauritania E to S Sudan and N Eritrea, S to C Ivory Coast, SE Cameroon, N DRCongo, Uganda and extreme W Kenya.